# تيري أرمسترونغ
تيري أرمسترونغ (بالإنجليزية: Terry Armstrong)‏ (10 يوليو 1958 ببارنسلي في المملكة المتحدة - ) هو لاعب كرة قدم بريطاني في مركز الوسط. لعب مع بورت فايل وهدرسفيلد تاون ونورثويتش فيكتوريا ونونيتون بورو ‏.